# Knappogue Castle
Knappogue Castle (irsk: Caisleán na Cnapóige borgen på stedet blandt bugnende små bakker) er et beboelsestårn, der ligger i sognet Quin, County Clare, Irland. Det blev opført i 1487 og udvidet i midten af 1800-tallet. Det er siden blevet restaureret og er åbent for offentligheden via guidede ture.
I 1571 blev borgen sæde for MacNamara (Mac Conmara), jarlerne af West Clancullen. Donnchadh Mac Conmara var leder for det irske oprør i 1641 og Knappogue forblev i MacNamara-familien igennem de Irske Forbundskrige i 1640'erne. Efter Cromwells erobring af Irland (1649–53) blev fæstningen konfiskeret via Adventurers' Act og den nye ejer blev parlamentarikeren, Arthur Smith.